# Anne König
Anne König (* 4. Dezember 1984 in Münster) ist eine deutsche Politikerin (CDU) und seit 2021 Mitglied des Deutschen Bundestages.

## Leben
Anne König wuchs in Borken auf. 2004 legte sie ihr Abitur am Gymnasium Mariengarden in Borken-Burlo ab. Anschließend absolvierte sie von 2004 bis 2010 ein Studium für das Lehramt an Grund-, Haupt- und Realschulen in den Fächern Mathematik und Geschichte an der Universität Duisburg-Essen und am Studienseminar Bocholt. 2010 wurde sie Lehrerin an der Realschule Rhede, 2013 wechselte sie an die Gesamtschule Rhede. 2017 wurde sie Didaktische Leiterin der Abraham-Frank-Sekundarschule in Velen. 2020 wurde sie Didaktische Leiterin der Julia-Koppers-Gesamtschule Borken/Raesfeld.
Anne König ist römisch-katholischer Konfession. Sie ist Mutter von zwei Kindern.

## Politisches Engagement
Von 1999 bis 2019 war sie Mitglied der Jungen Union. Seit 2000 gehört sie der CDU und der Frauenunion an. Seit 2007 ist König Mitglied des Kreistages im Kreis Borken, seit 2009 Mitglied im Vorstand der CDU-Kreistagsfraktion im Kreis Borken. 2015 übernahm sie den Posten der stellvertretenden Fraktionsvorsitzenden der CDU-Kreistagsfraktion. Anne König sitzt seit 2007 im CDU-Bezirksvorstand Münsterland und ist beratendes Mitglied im CDU-Kreisvorstand im Kreis Borken. Im November 2020 nominierte sie der CDU-Stadtverband Borken für die Kandidatenaufstellung des Wahlkreises Borken II zur Bundestagswahl 2021. Am 29. Mai fand in Rhede die Nominierungsveranstaltung statt. Mit 1014 Mitgliedern war es der bis dahin deutschlandweit größte Basisentscheid. Mit 69 Prozent (685 Stimmen) gewann sie die Nominierung deutlich gegen den amtierenden Bundestagsabgeordneten Johannes Röring aus Vreden (31 Prozent / 314 Stimmen). Sie gewann bei der Bundestagswahl das Direktmandat mit 43,7 Prozent (70.334 Stimmen), bei den Zweitstimmen landete ihre Partei, die CDU, bei 36,6 Prozent (59.102 Stimmen). NRW-weit holte König innerhalb der NRW-CDU das beste Zweitstimmenergebnis und das zweitbeste Erststimmen-Ergebnis.
Im Bundestag ist König ordentliches Mitglied in den Ausschüssen für Klimaschutz und Energie sowie für Wohnen, Stadtentwicklung, Bauwesen und Kommunen. Sie ist außerdem Obfrau der CDU/CSU-Bundestagsfraktion im Unterausschuss „Internationale Klima- und Energiepolitik“. Als stellvertretendes Mitglied gehört König dem Familienausschuss und dem Parlamentarischen Beirat für nachhaltige Entwicklung an. Sie ist Mitglied im 2. Untersuchungsausschuss der 20. Wahlperiode des Deutschen Bundestages.

## Ehrenamtliches Engagement
Anne König ist Präsidentin des „Frauenschützen Münsterland e. V.“ Den gemeinnützigen Verein gründete sie 2019 mit weiteren 15 Frauen.
Weiterhin ist sie Mitglied bei Westfalia Gemen e. V., im Vorstand der ehemaligen Mariengardener e. V., im LandFrauen Ortsverband Hoxfeld, im Bocholter Handwerksmuseum e. V.
Seit 23. Juni 2025 ist sie Bundesvorsitzende des katholischen Frauenverbandes kfd.